# Buxières-lès-Clefmont
Buxières-lès-Clefmont é uma comuna francesa na região administrativa de Grande Leste, no departamento de Haute-Marne. Estende-se por uma área de 5,92 km². Em 2010 a comuna tinha 28 habitantes (densidade: 4,7 hab./km²).